# 排気温度計

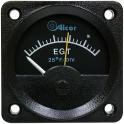
航空機に取り付けられている排気温度計

排気温度計（はいきおんどけい、英語：Exhaust Gas Temperature gauge、略称：EGT）は、内燃機関において排気ガスの温度を指示する計器、測定器である。自動車・オートバイなどの内燃機関を搭載するもののうち、排気ガスの温度が特に重要な意味を持つ車両に装備され、操作者が現在の排気ガス温度を把握するのに用いられる。
以下では特に、自動車、オートバイの排気温度計に関して記述する。また、排気温度警告灯についてもこの項に記述する。

## 概要
計器としての単位は摂氏である。エンジンにとっては排気ガス温度は排ガス浄化や燃焼効率の多寡を示す要素の一つである。また、空燃比の変化を示す指標の一つともなり、排気ガス温度を把握しないまま走行を続けると、何らかの原因で排気ガス温度が極端に上昇した場合、最悪の場合は触媒やエンジン破損(エンジンブロー)、車両火災を招く場合もある。
走行中の排気ガス温度の急激な変化、特に温度の急上昇は、燃調セッティングの不備などにより空燃比が異常に薄くなった事(希薄燃焼)や点火プラグの熱価不適合に起因する排気ガス自体の温度上昇や、ディストリビューターやプラグコード等の不調や故障に起因した点火プラグの失火に伴う三元触媒への未燃焼ガス(ブローバイ)の流入と再燃焼などによるエキゾーストパイプの白熱化などによって引き起こされる。これらのトラブルは燃料系統若しくは点火系統の重大な異常を示す物であり、エンジンの状態を示す指標ともなった為、かつては多くの車種のメーターパネルに排気温度警告灯が搭載されていた。
排気温度計は航空機においては第二次世界大戦当時から一般的な装備であったが、市販自動車においては1970年代後半の燃料噴射装置の登場と共に一般的となった。マフラーや触媒に備えられた排気温度センサーの抵抗値の上下動によって、電気式メーターに排気温度を表示する方式が主流である。純正装着されている車両は極めて少なく、ほとんどの場合は排気温度計の代わりに排気の異常高温を示す排気温度警告灯で代用されている。

## 装備としての排気温度計
排気温度計は各種計器の中でも純正採用が現在でも殆どされていない計器の一つである。
これは、市販自動車に関しては排気温度そのものは「三元触媒を破損させ、車両火災を誘発する恐れのある異常温度か否か」という事が重要視された項目であり、一部のスポーツ車種を除いて正確な数値を表記する必要性があまり存在しなかったことに起因する。そのため、純正計器ではほとんどが排気温度警告灯のみが装備されていた。
現在でも一部の車種を除いて排気温度計そのものを純正で採用する車種はほとんどなく、排気温度計を利用するには専ら後付けメーターによるところが大きい。主にターボチャージャー装着車両において、エンジンコントロールユニットの燃調データを変更する際に利用される場合が多い。
当然ながら、排気温度計自体は法律上必要な装備とはされておらず、排気温度計の有無や動作状況に関わらず、車検には影響しない。

### 競技・スポーツ装備としての排気温度計
モータースポーツ競技においては、排気温度の変化はエンジン出力の何らかの異常を示す要素の一つとなる。
また、車両の改造度合い、特に燃調の変更や過給圧の変更などにより極端な変化を示す傾向があるため、キャブレターやエンジンコントロールユニット、燃料噴射装置や過給器の改造を施す者にとっては重要な装備の一つとなっている。

## 排気温度警告灯
排気温度警告灯とは、ガソリンエンジンを用いる自動車やオートバイのダッシュボードやメーターパネル上に備え付けられた警告灯の一つであり、三元触媒やエキゾーストマニホールドに取り付けられた温度センサーの動作により、ドライバーに排気温度及びエキゾーストパイプの温度の異常上昇を知らせる装備である。かつては日本国内の保安基準においては、エキゾーストパイプへの温度センサーの装着と、高熱となる部位周辺への遮熱板の設置、ブザー若しくはランプによる警告装置の装着、及び警告装置が作動した場合の対処法を示した表示(処置ラベル)が義務付けられていた時期があり、これらの一連の装備の不備または警告装置が作動している状態の場合には車検を通過する事が不可能であった。
保安基準上は排気温度警告装置や熱害警報装置とも規定されており、警告灯若しくは警告ブザーのどちらかを装備する事が求められていた。日本車においてはメーターパネル内に警告灯を装備する例が多く、輸入車の場合は輸入業者により温度センサーと警告ブザーが後付けされる例が多かった。しかし、平成3年の在日米国商工会議所の申し立て以降、市場開放問題苦情処理体制(OTO)を通じて熱害警報装置の設置義務の排除を求める動きが欧米より相次ぎ、結果として平成6年の欧州ビジネス協会(EBC)のOTO申し立てを受け入れる形で、失火を検知して燃料供給を停止する電子制御の導入などを条件に、平成7年に設置義務は廃止される決定が行われ、平成9年の保安基準改正後は排気温度の異常上昇を未然に防ぐ制御機構がエンジン制御に組み込まれている場合や、点火装置が無接点式(フル若しくはセミトランジスタ式ディストリビューターやCDI、ダイレクトイグニッションなど)の場合には、必ずしも排気温度警告装置の装着が義務付けられなくなり、現在の車両では余り見られない装備となっている。
一方、ディーゼルエンジンにおいてはDPF等の正常な作動の為にも排気温度警告装置の存在は引き続き重要と認識されており、現在でも貨物自動車や建設機械等の多くで点検整備が義務付けられている。

### 動作方式
排気温度警告灯は温度センサーの動作概念によって大きく二種類に分類される。
一つは温度センサーに熱電対やサーミスタを用いた物で、センサーが一定温度以上に達すると警告灯が点灯し、一定温度を下回ると消灯する。
もう一つは温度センサーに温度ヒューズを用いたもので、センサーが一定温度以上に達すると溶断し、回路とエキゾーストパイプ間の導通(アース)が断たれる事で警告灯が点灯する。この方式を用いている場合、一度警告灯が作動するとその後エキゾーストパイプが冷却されても警告灯は消灯しない。

### 作動した場合の対処
排気温度警告灯が装備された車両にはサンバイザー等のドライバーに視認しやすい位置に、警告装置が作動した場合の対処法を示した表示(処置ラベル)が必ず貼付されている。基本事項としては走行中に排気温度警告灯が点灯した場合には、枯れ草などの可燃物が車体の下に無い場所に直ちに車両を停車させる事が求められており、その後すみやかに自動車ディーラーや自動車整備工場にて点検整備を受ける事が推奨されている。
なお、処置ラベル上の対処法の表記により、ある程度まで排気温度警告灯の排気温センサーの方式を類推する事が可能である。「警告灯が作動した場合、直ちに停車して一定時間エキゾーストパイプを冷却させるか、暫くの間スローダウン走行を行い、警告灯が消灯した場合にはそのまま走行が継続出来る。消灯しない場合や頻繁に点灯を繰り返すような場合には点検整備を要する」という主旨の内容が書かれている場合には、その車両の温度センサーは熱電対やサーミスタを用いたもの。「警告灯が作動した場合には直ちに車両を停車させ、一定時間エキゾーストパイプを冷却させた後に即時に整備工場で点検整備を受ける事（つまり消灯についての記述が一切無い）」という主旨の内容が書かれている場合には、その車両の温度センサーは温度ヒューズを用いたものであると推測出来る。
排気温度警告灯が点灯した場合、温度ヒューズ方式の場合には原則として溶断した温度センサーの交換が必須となる他、排気温度が上昇するに至った原因(点火装置や燃料装置の不良、極端な高速・登坂走行などの無理な走行条件の多用)の追求と、問題箇所の修理・点検・調整なども必要となる。なお、応急的な修理方法の一つとしてエキゾーストパイプにアース配線を追加する(アーシング)事で消灯を図るという手法が採られる場合があるが、この方法は端的に言えば温度ヒューズ方式の場合には溶断した作動回路を直結させて、熱害警報機構自体をキャンセルする事に等しい行為の為、その実行に当たっては十分な機構の理解とキャンセルする事によるリスクの認識(エンジンの潜在的な不具合や無理な走行条件の見落としと、それに伴う車両火災やエンジン破損の危険性の増加)が必要となる。